# Dschalil
Dschalil (russisch Джалиль; tatarisch Җәлил, Cəlil bzw. Cälil) ist eine Siedlung städtischen Typs mit 13.937 Einwohnern (Stand 14. Oktober 2010) in der Republik Tatarstan in der Russischen Föderation, etwa 300 km südöstlich von Kasan.

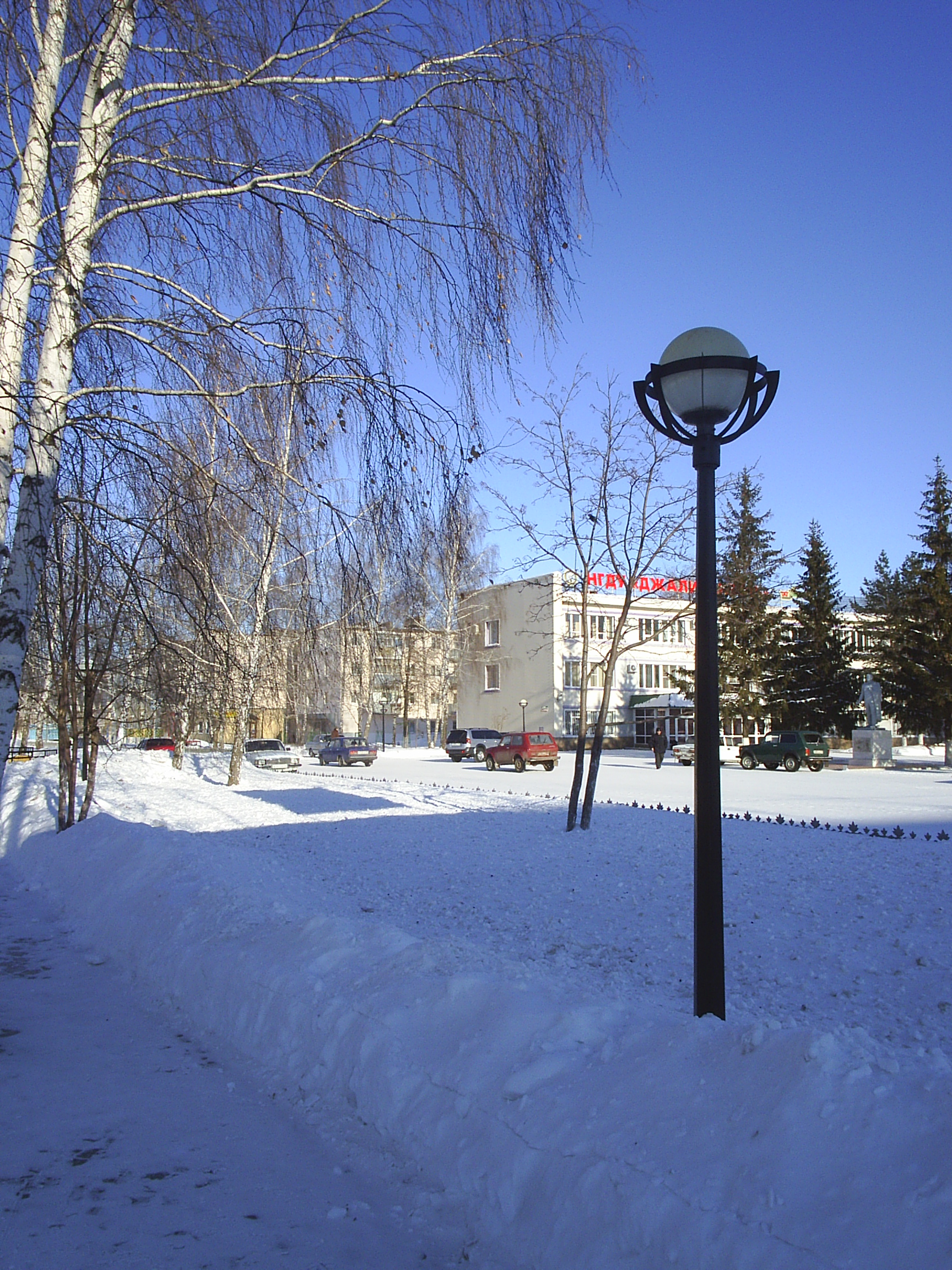
Im Zentrum Dschalils

Der Ort im Rajon Sarmanowo wurde 1964 gegründet und erhielt 1968 den Status einer Siedlung städtischen Typs. Er ist nach dem tatarischen Dichter Musa Cälil (russisch Муса Джалиль/Mussa Dschalil) benannt. Haupterwerbszweig ist die Erdölförderung.

## Bevölkerungsentwicklung
| Jahr | Einwohner |
| ---- | --------- |
| 1970 | 3.856     |
| 1979 | 7.671     |
| 1989 | 11.298    |
| 2002 | 14.769    |
| 2010 | 13.937    |

Anmerkung: Volkszählungsdaten